# Nestor Goulart Reis Filho
Nestor Goulart Reis Filho (1931) é um arquiteto e professor universitário brasileiro, professor catedrático da Universidade de São Paulo. Nestor é considerado um dos principais nomes da história da arquitetura e do urbanismo no Brasil, sendo autor de livros importantes para a área, como Imagens de Vilas e Cidades do Brasil Colonial, obra premiada pelo Instituto de Arquitetos do Brasil (IAB/SP). Especializou-se em História e Teoria da Urbanização, do Urbanismo e da Arquitetura, atuando principalmente nos seguintes temas: patrimônio, urbanização colonial e urbanização contemporânea, em especial no que se refere ao Brasil. Exalta-se ainda suas contribuições ao analisar a constituição tradicional do traçado das cidades brasileiras, resultantes da lógica de traçado português, e as modificações introduzidas pelo urbanismo moderno ao romper com essa estrutura.

## Carreira
Nestor Goulart Reis Filho é graduado em Arquitetura e Urbanismo (1955) e em Ciências Sociais pela Universidade de São Paulo (1962). Sua carreira docente inicia-se no ano de 1956, como assistente do professor Eduardo Kneese de Mello na Faculdade de Arquitetura e Urbanismo da Universidade de São Paulo Em 1962, colabora com a criação do Departamento de História e Estética do Projeto e torna-se responsável pela cátedra história da arquitetura contemporânea e evolução urbana.
Goulart Reis Filho foi primeiro presidente da Associação Brasileira de Ensino de Arquitetura e Urbanismo (ABEA) e vice-presidente da Empresa Municipal de Urbanização de São Paulo (EMURB). É filiado ao Instituto Histórico e Geográfico Brasileiro.

## Obras
Dentre os livros publicados por Nestor Goulart Reis Filho, constam: Quadro da Arquitetura no Brasil (1970); Imagens de Vilas e Cidades do Brasil Colonial (2000), premiado pelo Instituto de Arquitetos do Brasil (IAB/SP), em 2000, e pelo Instituto Histórico e Geográfico de São Paulo (IHGSP), em 2002; São Paulo: Vila, Cidade, Metrópole (2004), premiado na 5ª Bienal Ibero-Americana de Arquitetura (2006); Victor Dubugras: Precursor da Arquitetura Moderna na América Latina (2005); e Dois Séculos de Projetos no Estado de São Paulo: Grandes Obras e Urbanização (2010), premiado pelo Instituto de Arquitetos do Brasil (IAB), em São Paulo (2004), e pela Câmara Brasileira de Letras (2011).